# Minutoplia antongilensis
Minutoplia antongilensis är en skalbaggsart som beskrevs av Marc Lacroix 1998. Minutoplia antongilensis ingår i släktet Minutoplia och familjen Melolonthidae. Inga underarter finns listade i Catalogue of Life.